# Imaia
Imaia es un género de hongos de la familia Morchellaceae.  Es propio de Japón y los Apalaches en Estados Unidos. Es un género monotípico, Imaia fue circunscrito en 2008 y contiene especies similares a trufas anteriormente denominadas Terfezia gigantea cuando los análisis filogenéticos moleculares indicaron que su secuencia de ADN era muy diferente de las de Terfezia.  Los cuerpos fructíferos de Imaia gigantea son de forma aproximadamente esférica a irregular, marrones, y por lo general al envejecer desarrollan grietas.